# Y1肾上腺皮质细胞
Y1肾上腺皮质细胞（英語：Y1 adrenocortical cell）是一种鼠源肿瘤细胞系，常用于生物医学研究中的肾上腺皮质建模，最初提取自雄性LAF1小鼠的肾上腺皮质瘤。